# جامعة رييكا
جامعة رييكا (بالكرواتية: Sveučilište u Rijeci)‏، تقع في مدينة رييكا بكرواتيا، ولها كليات في مدن في جميع أنحاء مناطق بريموري وإستريا وليكا.
تتكون جامعة رييكا من إحدى عشرة كلية، وأكاديمية فنية واحدة، وقسمين، ومكتبات جامعية، ومركز الطلاب رييكا (SCRI).

## تاريخ
بينما تأسست الجامعة الحديثة في 17 مايو 1973، تم إنشاء أول مدرسة للتعليم العالي في عام 1627 من قبل اليسوعيين وتتمتع بمكانة متساوية مع الأكاديميات في أكبر مدن الإمبراطورية النمساوية. تأسست كلية الفلسفة عام 1726، وعملت لمدة عامين. تأسست الكلية اللاهوتية عام 1728. من 1773 إلى 1780، كانت مدينة رييكا مقراً للأكاديمية الملكية. تأسست الجامعة الحديثة خلال السبعينيات، مع عدد كبير من مؤسسات التعليم العالي في يوغوسلافيا السابقة.

## الإدارة
هذه هي الكليات الإحدى عشرة وأكاديمية واحدة وقسمان تنقسم إليهما الجامعة:

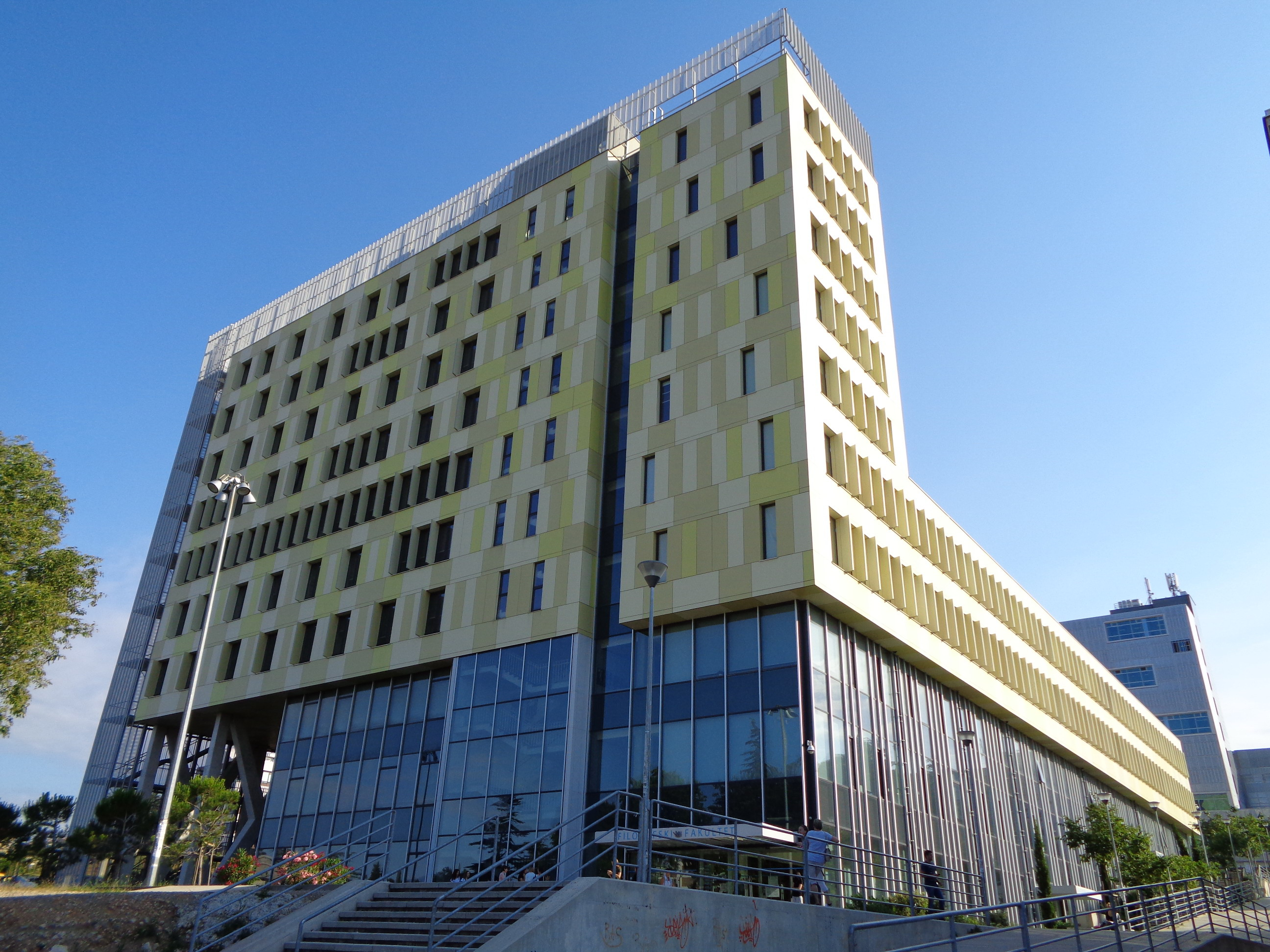
مبنى كلية الفلسفة

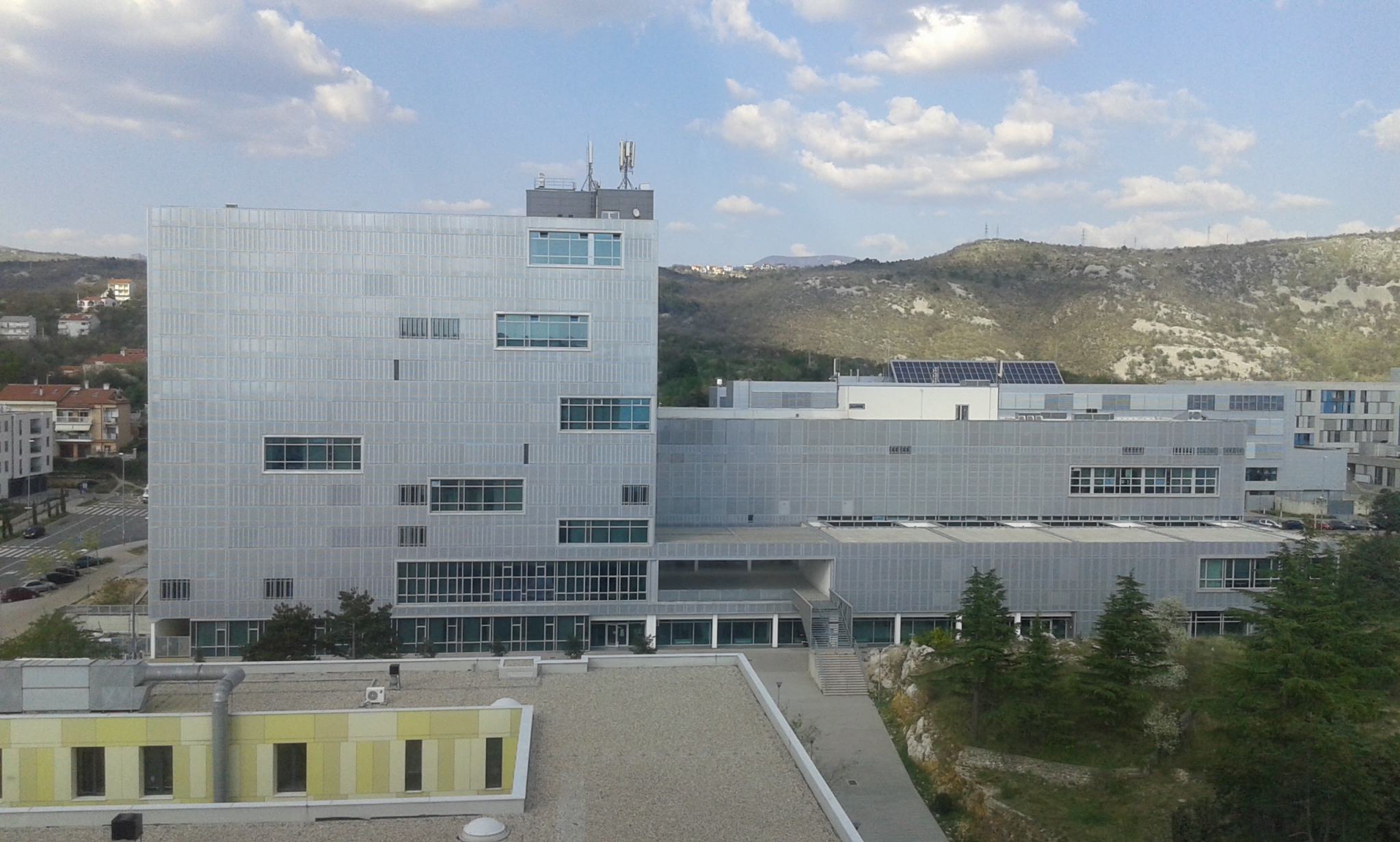
مبنى قسم الرياضيات والمعلوماتية والفيزياء

### الكليات والأكاديميات
- أكاديمية الفنون التطبيقية
- كلية الهندسة المدنية
- كلية الإقتصاد
- كلية الهندسة
- كلية العلوم الإنسانية والاجتماعية (كلية الفلسفة)

- قسم الفلسفة نسخة محفوظة 2016-10-01 على موقع واي باك مشين.

- كلية الحقوق
- كلية الدراسات البحرية
- كلية الطب
- كلية تربية المعلمين
- كلية السياحة وإدارة الضيافة (ومقرها أوباتيا )

#### كلية المعلوماتية
منذ تنفيذ عملية بولونيا في العام الدراسي 2005/06 ، تقدم كلية المعلوماتية برنامجين جامعيين (ثلاث سنوات):
- المعلوماتية
- المعلوماتية مع مادة أخرى مطروحة في كلية الآداب والعلوم

ينتهي الطلاب بالحصول على شهادة بكالوريوس العلوم في المعلوماتية. يقدم كلا البرنامجين أسس البرمجة والخوارزميات وهياكل البيانات والإلكترونيات الرقمية وهندسة الكمبيوتر وشبكات الكمبيوتر وأنظمة التشغيل وقواعد البيانات وأنظمة المعلومات واللغات الرسمية ونظرية الأتمتة وهندسة البرمجيات والبرمجة المنطقية وهندسة الويب والوسائط المتعددة ونظرية المعلومات.
بعد حصوله على بكالوريوس العلوم. يمكن للطالب التقدم للحصول على درجة الماجستير في أربعة برامج (سنتان):
نظم المعلومات والاتصالات.
المعلوماتية التجارية.
تعليم المعلوماتية.
تعليم المعلوماتية بالاشتراك مع مادة تعليمية أخرى مقدمة في كلية الآداب والعلوم.
والتي تنتهي بعنوان ماجستير العلوم في المعلوماتية أو ماجستير التربية ( M.Ed. ) في المعلوماتية.

#### كلية الرياضيات
منذ تنفيذ عملية بولونيا في العام الدراسي 2005/06 ، تقدم كلية الرياضيات برنامجًا جامعياً (ثلاث سنوات) في الرياضيات ينتهي بعنوان بكالوريوس العلوم في الرياضيات. تشمل الدورات موضوعات قياسية في التحليل الرياضي، والجبر الخطي، والرياضيات العددية، ونظرية الرسم البياني التوافقي، والمساحات الأفينية، ولا سيما المساحات الإقليدية ، والمساحات المترية، والطوبولوجيا، ونظرية المجموعات، والهندسة، ونظرية الأرقام، والمنطق الرياضي، والاحتمالات والإحصاءات، والنمذجة الرياضية، والبرمجة، الخوارزميات وأنظمة المعلومات وهندسة الكمبيوتر .
بعد حصوله على بكالوريوس العلوم. يمكن للطالب التقدم للحصول على درجة الماجستير في برنامجين (سنتان):
- تعليم الرياضيات
- تعليم الرياضيات والمعلوماتية مع قسم المعلوماتية .

في عام 2010، نظم قسم الرياضيات مؤتمراً حول أمن المعلومات والتكامليات ذات الصلة في إطار برنامج الناتو للعلوم من أجل السلام والأمن .

### الإدارات
في 1 أبريل 2008، قررت جامعة رييكا تحويل كلية الآداب والعلوم وأقسام المعلوماتية والرياضيات والفيزياء إلى أقسام مستقلة.

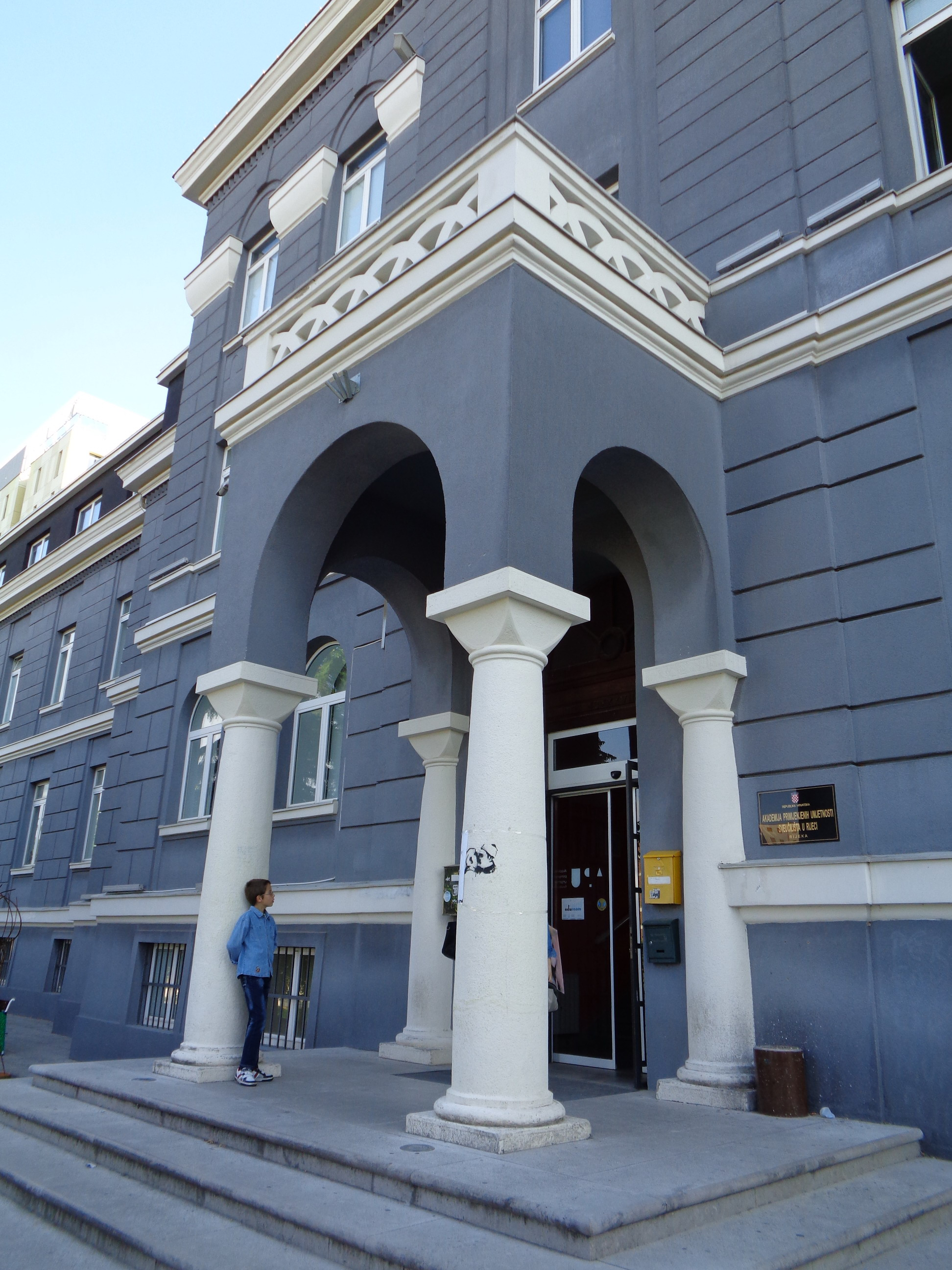
أكاديمية الفنون التطبيقية

- قسم التكنولوجيا الحيوية
- قسم الفيزياء

#### قسم التكنولوجيا الحيوية
تأسس قسم التكنولوجيا الحيوية في عام 2008 ويعمل به حالياً أكثر من 60 موظفاً. يقع في مبنى أقسام الحرم الجامعي في ترسات. يقدم القسم برنامجاً واحداً لدرجة البكالوريوس "التكنولوجيا الحيوية وبحوث الأدوية"، و3 برامج ماجستير "بحث وتطوير الأدوية"، و"التكنولوجيا الحيوية في الطب" و"الكيمياء الطبية"، وبرنامج ماجستير واحد في اللغة الإنجليزية "التكنولوجيا الحيوية لعلوم الحياة" ودكتوراه واحدة. برنامج "الكيمياء الطبية". يمكن العثور على مزيد من المعلومات على موقع الويب الخاص بهم.

### المراكز

#### مركز الدراسات الايقونية
مركز الدراسات الأيقونية (CIS) هو مركز أبحاث في كلية العلوم الإنسانية والاجتماعية. تأسست CIS بفكرة تعزيز الأيقونات والأيقونات، كتخصصات أكاديمية، وإنشاء منصة للأكاديميين من مختلف التخصصات للبحث في تفسير الفنون المرئية. ينظم المركز المؤتمر السنوي للدراسات الأيقونية، وكذلك المحاضرات وورش العمل والندوات والتواصل الدولي ومشاريع البحث، ويشارك في برامج الدكتوراه. تنشر CIS أيضاً IKON - مجلة الدراسات الأيقونية.
نظم قسم تاريخ الفن في جامعة رييكا بالتعاون مع قسم اللاهوت في جامعة زغرب المؤتمر الأول للدراسات الأيقونية في عام 2007، وبالتالي وضع فكرة إنشاء المركز الذي يهدف إلى أن يصبح منصة للأكاديميين من مختلف التخصصات في البحث في تفسير الفنون البصرية. في عام 2008 تم نشر وقائع مؤتمر عام 2007، ويستمر تنظيم كل من المؤتمر والمجلة سنوياً. في عام 2011 ، نظمت رابطة الدول المستقلة يوم تاريخ الفن في رييكا، والذي أصبح حدثًا سنويًا للمنطقة، موجهًا خصوصًا نحو الطلاب والشباب. كما تم نشر PURITEKA، وهي مجلة إلكترونية لمقالات الطلاب. منذ عام 2010، أصبحت رابطة الدول المستقلة شريكاً في مشروع أوروبي في الثقافة: "وسائل الإعلام الفرنسية - مهد الثقافة الأوروبية".

### العمداء
يحمل رؤساء الجامعة لقب رئيس الجامعة ( Rektor ) ويتم انتخابهم لمدة أربع سنوات. يوجد 13 رئيساً للجامعة منذ إنشاء الجامعة عام 1973.
| - 1973-1976 - زوريسلاف سابونار - 1976-1978 - زوران كومبانجيت - 1978-1980 - جوزيب ديجيلجين - 1980-1984 - سلوبودان مارين - 1984-1986 - بريدراج ستانكوفيتش - 1986-1989 - ميركو كربان - 1989-1991 - بيتار سارسيفيتش - 1991-1993 - إلسو كولجانيتش - 1993-1998 - كاتيكا إيفانيشيفيتش - 1998-1999 - دانيلو بافيسيتش | - 1999-2000 - جوزيب برنيتش - 2000-2009 - دانيال روكافينا - 2009-2017 - بيرو لوتشين - 2017 إلى الوقت الحاضر - Snježana Prijić-Samaržija |  |

المصدر: قائمة العمداء في موقع جامعة رييكا.

## مشاريع الطلاب
يعمل الطلاب في جامعة رييكا في مجالات مختلفة، ويتم تأسيس غالبية المشاريع من قبل مجلس الطلاب.